# Chełm
Chełm ([ˈxɛwm], ong. chewm (Duits, Russisch en Oekraïens: Холм, Cholm; betekenis: heuvel) is een stad in het Poolse woiwodschap Lublin. Het is een stadsdistrict. De oppervlakte bedraagt 35,26 km², het inwonertal 68.611 (2005).

## Verkeer en vervoer
- Station Chełm

## Monumenten
- Basiliek van de Geboorte van de Maagd Maria

## Partnersteden
- Knoxville (Verenigde Staten)
- Kovel (Oekraïne)
- Morlaix (Frankrijk)
- Sindelfingen (Duitsland), sinds 2001
- Utena (Litouwen)

## Geboren in Chełm
- Vincent Fajks (1914-1959), Surinaams-Pools vliegenier en militair.
- Ida Haendel (1928-2020), Pools-Brits violiste

Stadsdistricten:
Biała Podlaska · Chełm · Lublin · Zamość

Districten:
Biała Podlaska · Biłgoraj · Chełm · Hrubieszów · Janów Lubelski · Krasnystaw · Kraśnik · Lubartów · Lublin · Łęczna · Łuków · Opole Lubelskie · Parczew · Puławy · Radzyń · Ryki · Świdnik · Tomaszów Lubelski · Włodawa · Zamość